# Comaroma nakahirai
Espèce
Synonymes
- Archerius nakahirai Yaginuma, 1959

Comaroma nakahirai est une espèce d'araignées aranéomorphes de la famille des Anapidae.

## Distribution
Cette espèce est endémique de Shikoku au Japon,. Elle se rencontre à Kōchi dans la grotte Shobudo.

## Description
La femelle holotype mesure 1,8 mm.

## Étymologie
Cette espèce est nommée en l'honneur de Kiyoshi Nakahira.

## Publication originale
- Yaginuma, 1959 : A new eyeless spider (Archerius: Theridiidae) from Shobudo Cave, Kochi Prefecture, Japan. Acta Arachnologica, vol. 16, no 2, p. 30-33 (texte intégral).